# شیر یا خط (فیلم ۲۰۰۴)
شیر یا خط (ترکی استانبولی: Yazı Tura) فیلمی در ژانر درام به کارگردانی اوقور یوجل است که در سال ۲۰۰۴ منتشر شد.

## بازیگران
- کنعان ایمیرزالی اوغلو
- الگون شیمشک
- انگین گونایدین
- ارکان جان
- احمد ممتاز تایلان
- هالدون بویسان